# Phorbas (Phlegyer)
Phorbas (altgriechisch Φόρβας Phórbas) ist eine Gestalt der griechischen Mythologie.
Er war ein Phlegyer, der in der phokischen Stadt Panopeus hauste und von dort aus die heilige Straße nach Delphi unsicher machte, indem er Vorübergehende zum Kampf herausforderte und tötete. Damit erregte er schließlich den Zorn des delphischen Apollon; der Gott erschien Phorbas in der Gestalt eines Knaben und erschlug den Herausforderer.
In einer ausführlicheren Version der Legende ist Δρυός κεφαλαί Dryós kephalaí (von δρῦς drýs „Eiche“, κεφαλή kephalḗ „Kopf“) Schauplatz der Handlung, als Ort am Fluss Kephissos. Phorbas suchte seine Gegner im Faustkampf, Wettlauf, Ringkampf, Pankration und Diskuswurf zu besiegen. Danach enthauptete er sie und hängte die Köpfe an einer Eiche auf (Aitiologie des Ortsnamens).